# Terre des ours
Pour plus de détails, voir Fiche technique et Distribution.
Terre des ours est un documentaire français réalisé par Guillaume Vincent, sorti le 26 février 2014 sur les ours bruns du Kamtchatka,.

## Synopsis
Kamtchatka est la Terre des ours, région de l'Extrême-Orient russe située sur une péninsule volcanique entre mer de Béring et océan Pacifique.

Les saisons rythment les activités des Ours bruns.

Une mère ours veille étroitement sur ses petits qui explorent la terre qui les entoure avec l'enthousiasme de leur jeune vie.

Un jeune ours entame sa vie solitaire d'adulte et lutte pour acquérir son autonomie.

Les mâles adultes se croisent et défendent âprement leur territoire pour imposer leur force et leurs gênes.     

## Fiche technique
- Titre : Terre des ours
- Réalisation : Guillaume Vincent
- Scénario : Michel Fessler, Yves Paccalet et Guillaume Vincent
- Musique : Fabien Cali (musique originale orchestrale) et Cécile Corbel (chansons)
- Photographie : Lionel Jan Kerguistel
- Production : Thierry Commissionat, François de Carsalade du Pont, Benoît Tschieret et Guillaume Vincent
- Société de production : Les Films en vrac, Orange Studio, Nature Pictures et Cameron Pace Group
- Narration : Marion Cotillard
- Société de distribution : Paramount Pictures (France)
- Pays :  France
- Genre : documentaire
- Durée : 86 minutes
- Dates de sortie : 
  -  France : 26 février 2014